# 2022年航空
此條目列出2022年發生有關航空運輸的事件。

## 事件

### 1月
- 1月11日：發生2022年中華民國空軍F-16V戰鬥機墜海事故，導致機上1人死亡。
- 1月17日：山東省濟南市濟南商河通用機場啟用。

### 2月
- 2月5日：伊斯坦堡阿塔圖克機場貨運航班停航，機場自此完全關閉。
- 2月24日：烏克蘭領空受俄羅斯入侵影響，即日起關閉。兩天後，所有歐盟成員國、英國及加拿大向俄羅斯關閉領空。俄羅斯則對等關閉領空，導致多數歐洲航空公司的亞洲航線需要改道。美國則在3月1日向俄羅斯關閉領空。
- 2月26日：發生AB航空1103號班機空難，導致機上14人全部罹難。

### 3月
- 3月21日：發生中國東方航空5735號班機空難，導致全機132人死亡，同時也打破了中國大陸長達10年飛行無事故的紀錄。
- 3月21日：墨西哥州孫潘戈費利佩·安赫萊斯國際機場啟用。
- 3月24日：廣東省湛江市湛江吳川機場啟用，原有的湛江機場隨即關閉。

### 4月
- 4月7日：發生DHL航空快運7216號班機事故，兩名機組人員受輕傷。

### 5月
- 5月12日：重慶市江北國際機場發生西藏航空9833號班機事故，全員安全撤離。飛機最終報廢。
- 5月14日：里澤省帕扎爾里澤-阿爾特溫機場啟用。
- 5月29日：發生塔拉航空197號班機空難，飛機撞入山中，全機22人死亡。
- 5月31日：發生2022年中華民國空軍AIDC AT-3墜毀事故，導致1人死亡。

### 6月
- 6月4日：紐約州紐約市拉瓜迪亞機場新的C客運大樓啟用。
- 6月9日：庫魯拉航空停運。
- 6月21日：發生雷德航空203號班機事故，三名乘客受輕傷。

### 7月
- 7月8日：香港國際機場第三條跑道啟用，同時原有的北跑道停用，改建為中跑道。
- 7月16日：發生烏克蘭子午線航空3032號班機空難，機上8人全部罹難。
- 7月17日：位於湖北省鄂州市的鄂州花湖機場啟用。

### 8月
- 8月1日：發生2022年怡保PA-28墜機事故，導致1人死亡1人受傷。

### 9月
- 9月4日：發生2022年普吉特海灣DHC-3渦輪水獺空難，導致機上10人全部罹難。
- 9月4日：發生2022年波羅的海塞斯納551墜毀事故，導致機上4人全部罹難。

### 10月
- 10月17日：發生2022年葉伊斯克蘇-34墜毀事故，導致2人死亡。
- 10月23日：發生大韓航空631號班機事故，沒有人受傷。

### 11月
- 11月6日：發生精密航空494號班機空難，導致19人死亡24人受傷。
- 11月12日：發生2022年達拉斯航展空中相撞事故，導致機上5人死亡。
- 11月18日：發生秘魯南美航空2213號班機跑道入侵事故，導致機上40人受傷。

### 12月
- 12月11日：果阿邦新果阿國際機場（英语：New Goa International Airport）啟用。
- 12月23日：新疆維吾爾自治區喀什地區塔什庫爾干塔吉克自治縣塔什庫爾干紅其拉甫機場啟用，成為中國最西端的機場。